# The Bruiser
The Bruiser é um filme mudo do gênero drama produzido nos Estados Unidos e lançado em 1916.